# Прапор Перещепиного
Пра́пор Переще́пиного — один з офіційних символів міста Перещепине Самарівського району Дніпропетровської області, затверджений 9 серпня 2013 р. рішенням № 16-18/VI Перещепинської міської ради.
Квадратне полотнище складається з двох рівновеликих горизонтальних смуг синього і малинового кольорів. У центрі полотнища сидить білий обернений сокіл, з чорними очима і жовтим дзьобом, що тримає в лапах дві жовті стріли, покладені в косий хрест.